# アンヤ・ジェンキンズ
アンヤ・ジェンキンズ （Anya Jenkins）は、テレビドラマ『バフィー 〜恋する十字架〜』に登場するキャラクター。主人公・バフィーの親友ザンダーの恋人でフィアンセ。「復讐の悪魔」の肩書きを持つ。名前のAnyaは「アニヤ」と読むほうが原発音に近い。エマ・コーフィールドがこの役を演じた。

## 登場したエピソード
第3シーズン
最初は女性の恨みを晴らす悪魔アニヤンカ、ハーモニー（メルセデス・マクナブ）の友人アンヤとして登場した（このときは悪役として登場）。ハーモニーを通じてコーディリアと知り合う（このとき、コーディリアはザンダーと別れた後だった）。「バフィーなんかいなくなればいい」というコーディリアの願いを真に受け、バフィーが来なかったサニーデールを創りあげてしまう。しかし、事態に気づいたジャイルズによって魔力を持ったペンダントを破壊されてしまい、「アンヤ」としてこの世にとどまる。
歳は1000歳を超える。性格はかなり頓珍漢。他人を救うつもりで逆の結果を生むことがある（第3シーズン「ねがい」）。また、かなりの小心者（暴力的な悪魔を見るとパニックに陥ってしまう）。
バンパイア・ウィローの事件の後、ザンダーの頼みでバフィーたちに市長に関する情報を与える（第3シーズン）。このことがジャイルズが市長の正体を知る手がかりになった。
ウィローが大学に進学したあとはジャイルズのアシスタントになる。ザンダーと付き合い始めたことでバフィーたちの仲間となる。
第5-6シーズン
第5シーズンでザンダーと婚約。しかし結婚式当日にアンヤを憎む悪魔の邪魔が入り、ザンダーから婚約を破棄される。
第7シーズン
第7シーズンでは、ザンダーとの破局の後に復讐の悪魔としての仕事を再開し、アンヤの呪いが大量殺人まで発展したためバフィーと死闘を繰り広げる。しかし、破局後もアンヤを愛するザンダーの説得で悪魔の地位を捨てる。そして、上役の悪魔に親友ハルフリックを殺され、ひとりぼっちになった彼女はザンダーと和解する。
シリーズ最終回「選ばれし者」で、バフィーたちとともにヘルマウス攻略に参加するが、背後からブリンガーズの1人に斬られて死亡する。サニーデール崩壊後、アンドリューからアンヤの死を知らされたザンダーは「彼女はいつも馬鹿なことをする」と答えた。